# Vanchium shirinae
Vanchium shirinae är en tvåvingeart som beskrevs av Cherian 1999. Vanchium shirinae ingår i släktet Vanchium och familjen fritflugor. Inga underarter finns listade i Catalogue of Life.